# モード・ファリス＝ルーズ
モード・ファリス＝ルーズ（Maud Farris-Luse、1887年1月21日 - 2002年3月18日）は、2001年6月から死去する2002年3月まで世界最高齢だったアメリカの女性。
ミシガン州生まれ。1891年にインディアナ州へ移り住んだ。結婚後子供を儲けるが、夫の死去後に再婚。105歳を超えるまで一人暮らしをしていたという。
2002年3月18日に肺炎の合併症のため死去。115歳と56日。死去に伴い、世界最高齢の人物は、イギリス出身のアメリカ人グレース・クローソンとなった。死去当時は日本の鹿児島県に住む本郷かまとが世界最高齢となったとされたが、本郷の生年月日をめぐっては異論も存在しており、2012年9月13日にギネスブックは本郷の記録を取り消している。